# Věčný plamen (Sarajevo)
Věčný plamen je součástí památníku k uctění obětí druhé světové války v Sarajevu, hlavním městě Bosny a Hercegoviny.
Památník se zažehnutým plamen se nachází v centru města na Titově ulici a dokončen byl 6. dubna 1946, na první výročí osvobození města od fašistické chorvatsko-německé okupace.
Plamen je umístěn u výklenku budovy, ve kterém  je následující text:
| „ | Srbochorvatský text Hrabrošću I Zajednički Prolivenom Krvlju Boraca Bosansko - Hercegovačkih, Hrvatskih, Crnogorskih I Srpskih Brigada Slavne Jugoslavenske Armije, Zajedničkim Naporima I Žrtvama Sarajevskih Rodoljuba Srba, Muslimana I Hrvata 6 Aprila 1945 Oslobođeno Je Sarajevo Glavni Grad Narodne Republike Bosne I Hercegovine Vječna Slava I Hvala Palim Junacima za Oslobođenje Sarajeva I Naše Otažbine O Prvoj Godišnjici Svoga Oslobođenja Zahvalno Sarajevo | Český překlad Chrabrostí a společně prolitou krví bojovníků bosensko-hercegovinských, chorvatských, černohorských a srbských brigád ze slavné Jugoslávské armády, jednotným úsilím a oběťmi sarajevských patriotů Srbů, Muslimů a Chorvatů 6. dubna 1945 bylo osvobozeno Sarajevo, hlavní město Lidové republiky Bosny a Hercegoviny Věčná sláva a dík padlým mladíkům za osvobození Sarajeva i naší vlasti Na první výročí svého osvobození vděčné Sarajevo. | “ |